# دژ یروی‌تایپاله
۶۱°۰۵′۳۷″ شمالی ۲۷°۱۴′۲۲″ شرقی / ۶۱٫۰۹۳۶۱°شمالی ۲۷٫۲۳۹۴۴°شرقی

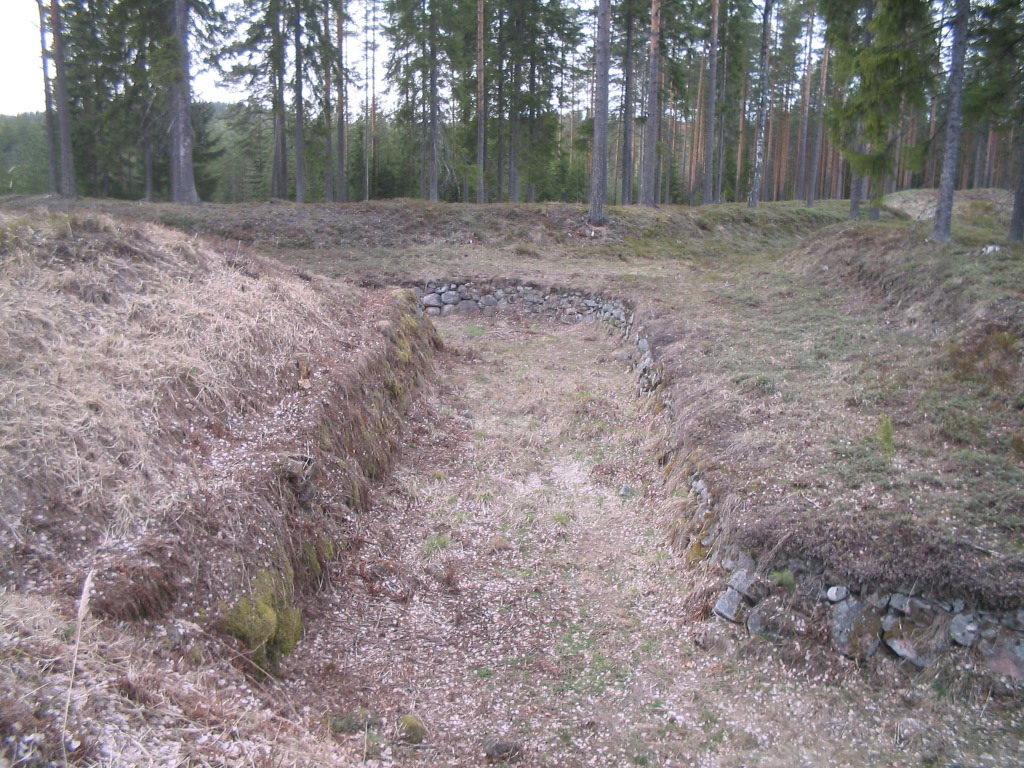
موقعیت کنونی دژ یروی‌تایپاله

دژ یَرْوی‌تایْپاله بخشی از استحکامات جنوب شرق فنلاند است که توسط ژنرال الکساندر سووروف طراحی و ساخته شده‌است که در ساوی‌تایپاله در حدود ۴۰ کیلومتری دژ کرناکوسکی قرار دارد.

## پیشینه
اسناد نشان می‌دهد این دژ شامل دو گروهان یا حدود ۲۰۰ سرباز بود. دژ با شش توپ مسلح شد که بعداً تعداد آنها به ده عراده افزایش یافت. وظیفه این دژ این بود که حمله احتمالی سوئدی‌ها را تا رسیدن به مناطق داخلی به تأخیر بیندازد. این قلعه تا پایان جنگ فنلاند فعال باقی ماند و پس از آن اهمیت استراتژیک خود را از دست داد. در ضلع شمالی قلعه، حصار (استحکامات نظامی) پیکانی شکل قرار دارد که از دو ضلع به طول یازده متر و یک ضلع هشت متری تشکیل شده‌است. باروی دژ دارای چندین شیار تیراندازی بوده و همچنین یک خندق دور تا دور دژ را احاطه کرده‌است.

## وضعیت کنونی
سازمان میراث فنلاند این قلعه را در سال ۱۹۶۶ در فهرست خود قرار داد با اینهمه یک پروژه تحقیقاتی برای بررسی بیشتر این بنا بین ۵ تا ۹ می ۲۰۰۸ انجام شد. دژ یَرْوی‌تایْپاله هرگز تعمیر نشده و به غیر از گودال‌های کوچک آزمایشی، هیچ کاوش باستان‌شناسی در آن انجام نشده‌است. این قلعه به عنوان یک مکان تحقیقاتی، توجه سازمان میراث فنلاند را برانگیخته است، زیرا همراه با دژ لی‌کالا تنها قلعه‌های مرزی قرن هجدهم هستند که تا به امروز دست نخورده باقی مانده‌اند.